# 29er
29-й (произносится как «двадцать девятый» или, как устаревшее «твентинайнер») — международный класс гоночных яхт.
Дизайнер Джулиан Бетвейт. Скифф — монотип. Создан в 1998 году как результат потребности в яхте для подготовки молодых спортсменов к гонкам на другом монотипе этого дизайнера — 49-м.
29-й имеет меньшие размеры, не имеет выдвижных крыльев для откренивания и снабжён только одной трапецией. Входит в программу Комплексных юношеских чемпионатов мира по парусному спорту

## Спецификации
- Материал корпуса: полиэфирный пластик, усиленный стекловолокном.
- Вес экипажа: 120—140 кг
- Вес лодки с полным вооружением: 90 кг

## 29-й в России
Зоя Новикова и Диана Сабирова были серебряными (2017), бронзовыми (2018) призёрами юношеских чемпионатов мира и призёрами чемпионата Европы.